# Prophet-5
| Sequential Circuits Prophet-5 | Sequential Circuits Prophet-5                            |
| Prophet-5                     | Prophet-5                                                |
| Allgemeines                   | Allgemeines                                              |
| ----------------------------- | -------------------------------------------------------- |
| Hersteller                    | Sequential Circuits                                      |
| Typ                           | Analogsynthesizer                                        |
| Zeitraum                      | 1978–1984, 2020–                                         |
| Technische Daten              |                                                          |
| Klangsynthese                 | analog subtraktiv                                        |
| Polyphonie                    | ja, 5 Stimmen                                            |
| Multitimbralität              | nein                                                     |
| Oszillatoren                  | 2 VCO je Stimme                                          |
| Wellenformen                  | Sägezahn, Rechteck, nur VCO B: Dreieck                   |
| Rauschgenerator               | ja                                                       |
| Filter                        | 24-dB-Tiefpassfilter                                     |
| Hüllkurven                    | 2× ADSR je Stimme (Filter, Voltage Controlled Amplifier) |
| Modulationsmöglichkeiten      | 1 LFO, „Polymod“ durch Filter-Hüllkurve und VCO2         |
| Effekte                       | nein                                                     |
| Tastatur und Spielhilfen      |                                                          |
| Klaviatur                     | 61 Tasten, nicht anschlagsdynamisch                      |
| Spielhilfen                   | Einstellbarer Pitch Bend, Modulationsrad                 |
| Arpeggiator                   | nein                                                     |

Der Prophet-5 des US-amerikanischen Herstellers Sequential Circuits ist ein monotimbraler, fünfstimmig polyphoner Analogsynthesizer. Er war der erste vollständig programmierbare polyphone Analogsynthesizer.

## Architektur
Der Synthesizer hat den klassischen Aufbau eines subtraktiven Synthesizers mit zwei gegeneinander verstimmbaren Oszillatoren, die über einen Mischer in das spannungsgesteuerte 24-db-Filter mit Resonanz und von dort in den ebenfalls spannungsgesteuerten Verstärker geleitet werden. Alle fünf Stimmen sind identisch aufgebaut.
Jeder klangverändernde Parameter des Synthesizers kann abgespeichert werden; diese Eigenschaft unterschied den Prophet von früheren polyphonen Synthesizern wie dem Yamaha CS-80 oder dem Oberheim Four-Voice. Die ersten Prophets verfügten über 40 Speicherplätze für Klangprogramme, spätere über 120. Ein Kassetten-Interface erlaubt, Audiokassetten als Speicher- und Backup-Medium zu nutzen.

### Oszillatoren
Die Oszillatoren A und B sind unabhängig voneinander stimmbar. Als Wellenform bieten die Oszillatoren Sägezahn, Rechteck mit regelbarer Pulsbreite und Dreieck (nur Oszillator B), alle Formen können unabhängig voneinander zugeschaltet werden, auch gleichzeitig. Eine mikroprozessorgesteuerte Stimmfunktion sorgt für die korrekte Stimmung des Synthesizers.
Oszillator B hat einige Besonderheiten: Neben der erwähnten Dreiecks-Wellenform kann er zu einem niedrigfrequenten Oszillator
umgewandelt und auch von der Tastatur getrennt werden, er verfügt zudem über eine Feinstimmung und kann als Modulator genutzt werden: Oszillator A kann mit Oszillator B synchronisiert oder über die „Polymod“-Sektion frequenzmoduliert werden.
Im Mischer ist für jeden der beiden Oszillatoren die Intensität einstellbar, außerdem kann das Signal eines Rauschgenerators zugemischt werden. Alle fünf Stimmen können in einen Unisono-Modus geschaltet werden.

### Modulation
Zwei ADSR-Hüllkurven sind fest dem Filter bzw. dem Voltage Controlled Amplifier zugeordnet, wobei die Release-Zeit über einen Schalter auf 0 gesetzt werden kann. Die Filterresonanz kann nicht moduliert werden.
Ein einzelner LFO dient als Modulationsquelle, die mit dem Signal des Rauschgenerators gemischt werden kann. Diese Modulationsquelle kann auf die beiden Oszillatoren, die Pulsbreitenmodulation der Rechteckwellen oder die Filter-Frequenz geschaltet werden; mehrere Modulationsziele sind möglich. Über die „Polymod“-Sektion sind weitere Klangmodulationen möglich.

### „Poly-Mod“
Eine Besonderheit des Prophet ist die Polymod-Sektion. Der Name stammt daher, dass die Polymod-Sektion polyphon wirkt: Anders als die monophone Modulation durch den einen LFO des Prophet wirkt die Polymod-Sektion je Stimme. Das Signal von Oszillator 2 und der Filter-Hüllkurve können zugemischt werden und das so entstandene Signal auf drei Ziele geschaltet werden, auch parallel: die Frequenz von Oszillator A, die Pulsweite von Oszillator A und die Filterfrequenz. Das Polymod-Signal kan sehr komplex sein kann und deckt auch den Audiobereich ab; damit beherrscht der Prophet einfache FM-Synthese und Filter-FM.

## Entwicklung und technischer Aufbau
Der Prophet wurde von den Sequential-Gründern Dave Smith und John Bowen zunächst als zehnstimmiger Synthesizer entworfen, Prototypen erwiesen sich allerdings aufgrund Überhitzung nicht als ausreichend stimmstabil. Um Umsatz für die Garagenfirma Sequential zu generieren, entschlossen sie sich, eine auf fünf Stimmen abgespeckte Fassung des Instruments auf den Markt zu bringen.

### Technik
Die Klangerzeugung wurde um Analog-Chips der Firma SSM herum entworfen: den Oszillator-Chip SSM2030, den Filter-Chip SSM2050, den Hüllkurven-Generator SSM2040 und den spannungsgesteuerten Verstärker SSM2020. Vor allem der Filter prägt den Klang des Instruments entscheidend; er kam bei den ersten beiden Gerätegenerationen (Rev. 1 und Rev. 2) zum Einsatz.
Da die SSM-Chips als unzuverlässig galten und die Geräte dieser Generation nicht ausreichend stimmstabil waren, wurden die Bauteile für die nächste Gerätegeneration (Rev. 3) durch integrierte Schaltkreise der Firma Curtis ersetzt: für die Oszillatoren zwei CEM3340, für den Filter ein CEM3320, für die beiden Hüllkurven je ein CEM3310 und ein CEM3330 als Ausgangsverstärker.
Die Instabilitäten der SSM-Chips gaben den früheren Geräten einen etwas anderen Klangcharakter, der von einigen Synthesizer-Enthusiasten dem Klang der späteren, zuverlässigeren Geräte vorgezogen wird.
Die Steuerspannung für Klangerzeugung und Modulation werden von Zilog Z80-Mikroprozessoren kontrolliert. Die Technik für die Erzeugung der Noten-Steuerspannungen über eine computergesteuerte Tastatur lizenzierte Sequential Circuits von E-mu Systems. Die auslaufenden Lizenzzahlungen gaben E-Mu einen Anstoß für die Entwicklung eines kostengünstigen Samplers, des Emulator.

### MIDI-Schnittstelle
Obwohl Prophet-Entwickler Dave Smith 1981 das MIDI-Protokoll zur Übertragung von Musik-Steuersignalen mitentwickelt hatte, hatte der Prophet bis zuletzt kein MIDI; für die letzten Varianten der Rev. 3-Gerätegeneration brachte Sequential immerhin einen Nachrüstsatz auf den Markt. Von Drittherstellern sind Aufrüstsätze verfügbar, die zum Teil auch frühere Gerätegenerationen mit MIDI ausstatten.

### Neuauflage 2020: Rev. 4
Dave Smith hatte nach dem Konkurs von Sequential Circuits Ende der 80er Jahre andere Synthesizer mit dem Namen „Prophet“ konstruiert, die auf der Architektur des Prophet-5 aufsetzten. Sie wurden über seine Firma Dave Smith Instruments vertrieben. Nachdem 2015 die Markenrechte an der Marke „Sequential Circuits“ von Yamaha an ihn zurückfielen, benannte er – 40 Jahre nach dem ersten Prophet – seine Firma wieder in Sequential Circuits um und brachte 2020 unter dieser Marke eine Neuauflage des Prophet-5 als Rev. 4 auf den Markt.
Die Neuauflage ist anders als das Original anschlagsdynamisch spielbar und verfügt über Aftertouch; außerdem kann man zwischen modernen Varianten der SSM- und Curtis-Filter umschalten. Der Synthesizer hat aber weiter nur fünf Stimmen und einen Mono-Ausgang ohne Effekte. Eine zehnstimmige Variante des Instruments wird als „Prophet-10 Rev. 4“ vertrieben.

## Bedeutung
Von der ersten Gerätegeneration (Rev. 1) wurden 182 Exemplare hergestellt, von Rev. 2 etwa 1.000, von Rev. 3 knapp 6.000 Geräte. Sie wurden zum Standard in zahllosen Musikproduktionen der 80er Jahre und prägten den Klang der Popmusik dieser Zeit – als ein Beispiel sei der Flächenakkord-Klang bei „In the Air Tonight“ von Phil Collins genannt.

## Moderne Nachbauten
Dass der Prophet-5 als klassischer Synthesizer die Musik geprägt hat, führt dazu, dass die Klangerzeugung bis heute gesucht ist. Es gibt deshalb zahlreiche vom Prophet-5 inspirierte moderne Synthesizer und Emulationen.

### Software-Emulation
Mit dem Aufkommen virtuell-analoger Software-Synthesizer entstanden bald auch Emulationen des Prophet-5, u. a. von Augur und Pro-53 von Native Instruments. Neuere Emulationen sind zum Beispiel Arturia Prophet-5 V und u-he Repro.

### Hardware-Emulation

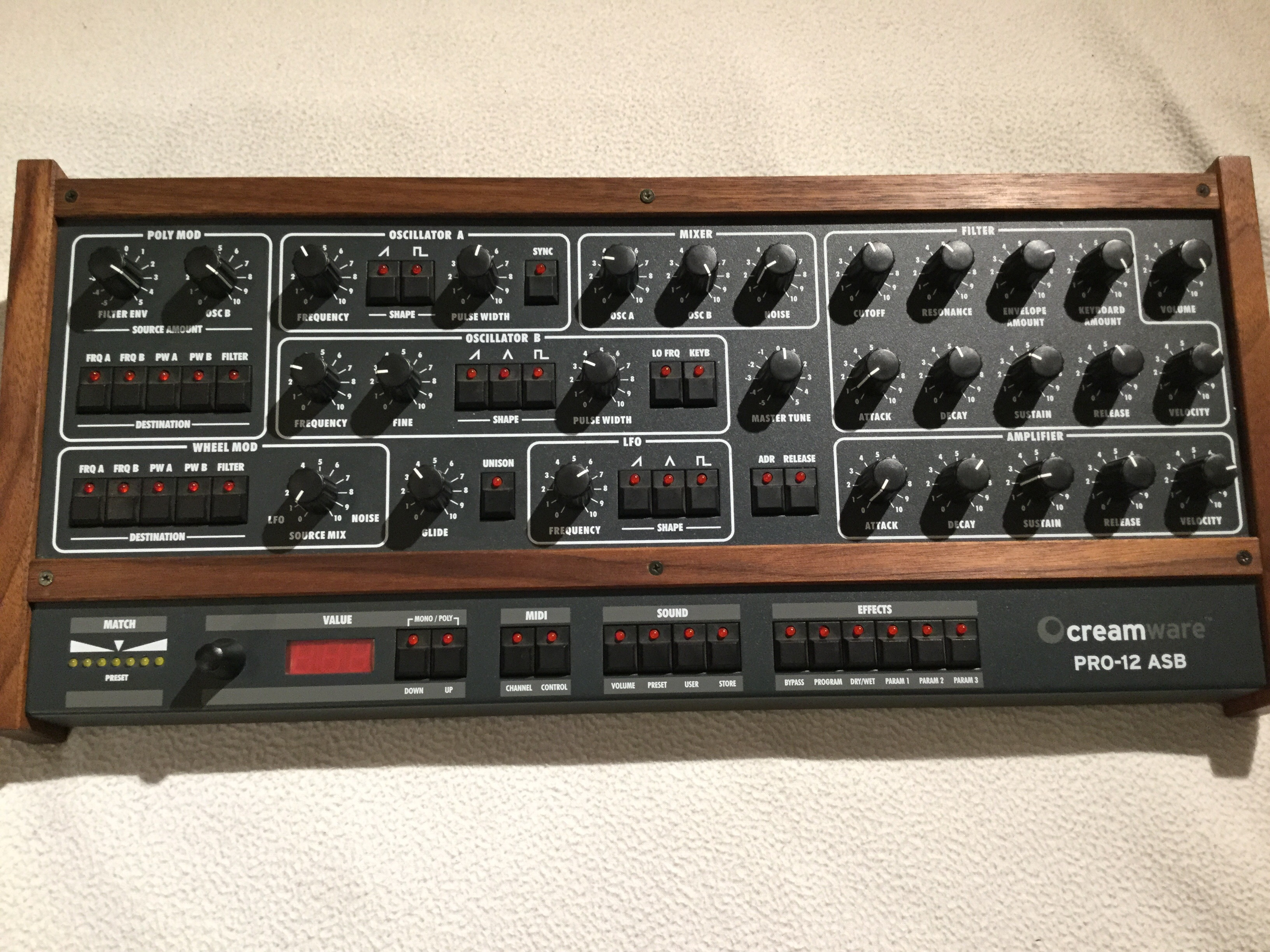
Creamware Pro-12 ASB-Synthesizer

Die deutsche Firma Creamware brachte 2006 einen Synthesizer-Expander namens „Pro-12 ASB“ heraus; ASB stand für „Authentic Sound Box“, einer Reihe von Geräten, die außer dem Prophet auch andere klassische Synthesizer wie den Minimoog und ARP Odyssey mit SHARC-Signalprozessoren und einer an das jeweilige Original angelehnten Benutzeroberfläche nachempfand. Die Hardware-Emulation des Prophet brachte 12 Stimmen, war ansonsten aber nach Einschätzung von Testern sehr dicht am Original. Der Japan-Keyboarder Richard Barbieri, für dessen Sound der Prophet-5 prägend ist, setzte auf Touren ab Mitte der 2000er den Creamware-Nachbau ein. Die Technologie der Creamware-Synthesizer wurde später im Synthesizer-Expander „Plugiator“ und noch später in der Synthesizer-Platine „Dino Board“ verbaut.